# 基建危機
《基建危機》是一款由Loiste Interactive所開發的第一人稱冒險遊戲。這款遊戲是以多章節推出，第一章已於2016年1月15日推出，第二章已於2016年9月24日推出，至於第三章已於2017年9月27日推出。

## 故事
《基建危機》是發生於Stalburg的一個虛擬城市，鄰近波羅的海，設定於一個腐敗醜聞被媒體揭發之時。玩家要扮演一個結構工程師，去勘查全城已然搖搖欲墜的基礎工程建設。玩家必須解決許多的機電難題，以拯救這個城市的建設。

## 開發
開發團隊是於看完一部紀錄片《搖搖欲墜的美國 The Crumbling of America》後，才靈機一動開發出這款與工業相關的遊戲。花費至少4年時間才開發出這款遊戲。這款遊戲被多方評為「建築師必玩的10款遊戲之一」。

## 外部連結
- 遊戲開發者資訊網站（页面存档备份，存于）
- INFRA（页面存档备份，存于） 在 Steam
- INFRA: Part 2 is out now!（页面存档备份，存于） 在 Steam
- INFRA: Part 3 announcement（页面存档备份，存于） 在 Steam